# Grevillea fililoba
Grevillea fililoba es una especie pequeño arbusto perteneciente a la familia  Proteaceae que es endémico de Western Australia.  La especie se desarrolla en un área restringida cerca de Geraldton sobre suelos arenosos y graveras. 

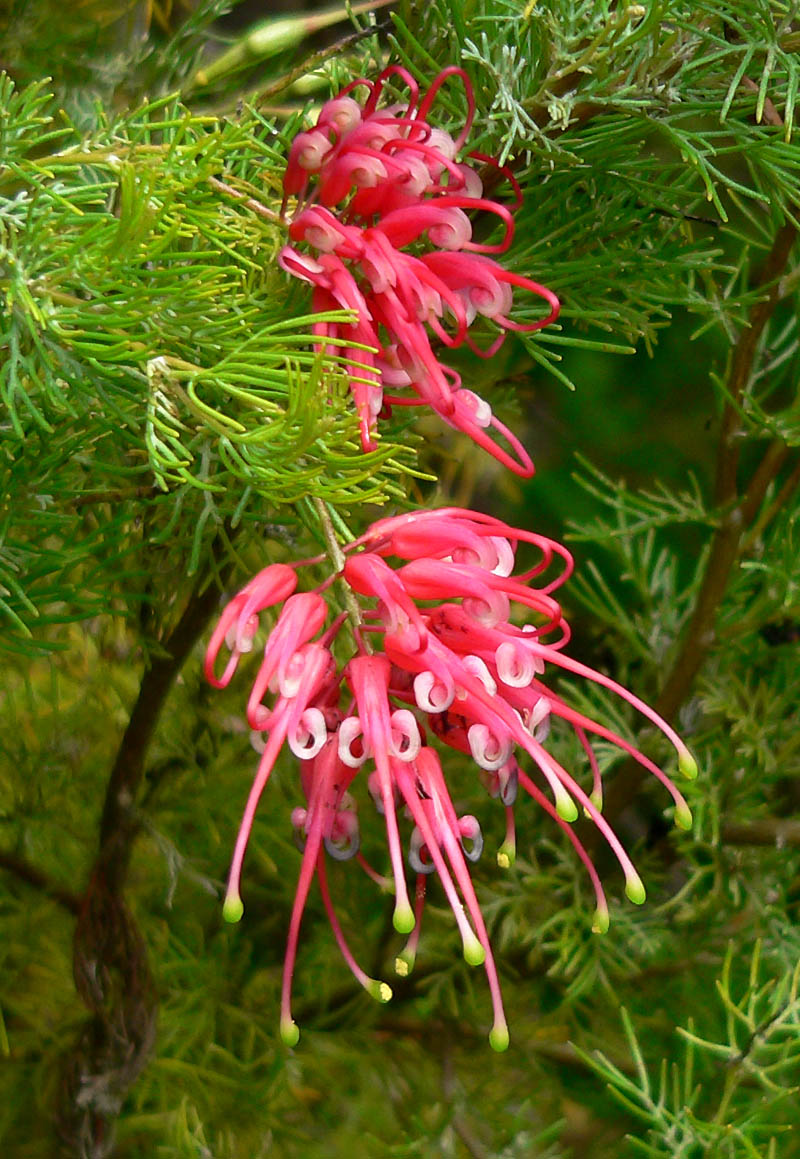
Inflorescencia

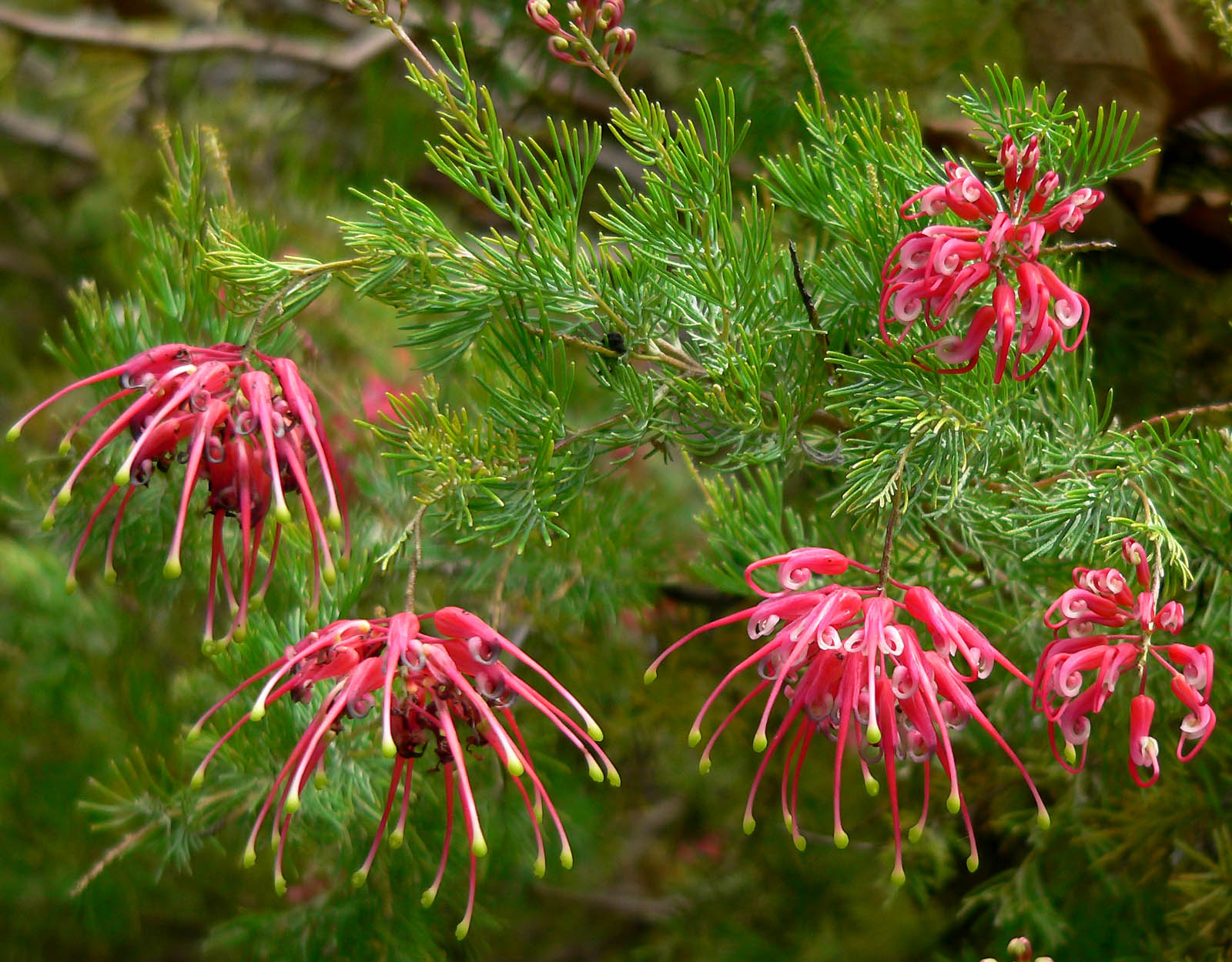
Vista de la planta

## Descripción
Alcanza los 1.5 metros de altura, tiene las hojas divididas y brillantes flores rojas que aparecen entre mediados de invierno y primavera temprana.

## Taxonomía
Grevillea fililoba fue anteriormente clasificada como una subespecie de  Grevillea thelemanniana (subsp. fililoba  McGill. ).
Grevillea fililoba fue descrita por (McGill.) Olde & Marriott  y publicado en The Grevillea Book 1: 182. 1995.
Etimología
Grevillea, el nombre del género fue nombrado en honor de Charles Francis Greville, cofundador de la Royal Horticultural Society.
Sinonimia
- Grevillea thelemanniana subsp. fililoba McGill.	[2]

En Flora of Australia (1999), la especie estaba posicionada en el género Grevillea con el siguiente árbol jerárquico:
Grevillea (género)
Thelemanniana Grupo
Grevillea thelemanniana
Grevillea hirtella
Grevillea fililoba
Grevillea humifusa
Grevillea delta
Grevillea obtusifolia
Grevillea exposita
Grevillea evanescens
Grevillea pinaster
Grevillea preissii
Grevillea ripicola
Grevillea acropogon
Grevillea maccutcheonii
Grevillea stenomera
Grevillea variifolia
Grevillea olivacea